# Kepler-442 b
Kepler-442 b — экзопланета у звезды Kepler-442 в созвездии Лиры. Находится на расстоянии 1194 св. года от Земли.
Открыта орбитальным телескопом «Кеплер».

## Материнская звезда
Kepler-442 — это оранжевый карлик спектрального класса K с массой 0,61 массы Солнца, радиусом 0,59 радиуса Солнца и температурой поверхности 4129 °С. Металличность звезды, по оценкам, −0,37 ± 0,10, что меньше, чем у Солнца, и указывает на относительный дефицит тяжёлых элементов (то есть всех, кроме водорода и гелия).

## Характеристика
Kepler-442 b больше Земли в 1,3 раза.
Эта экзопланета интересна тем, что размерами очень похожа на Землю и в своей звёздной системе находится в области, где условия близки к земным.

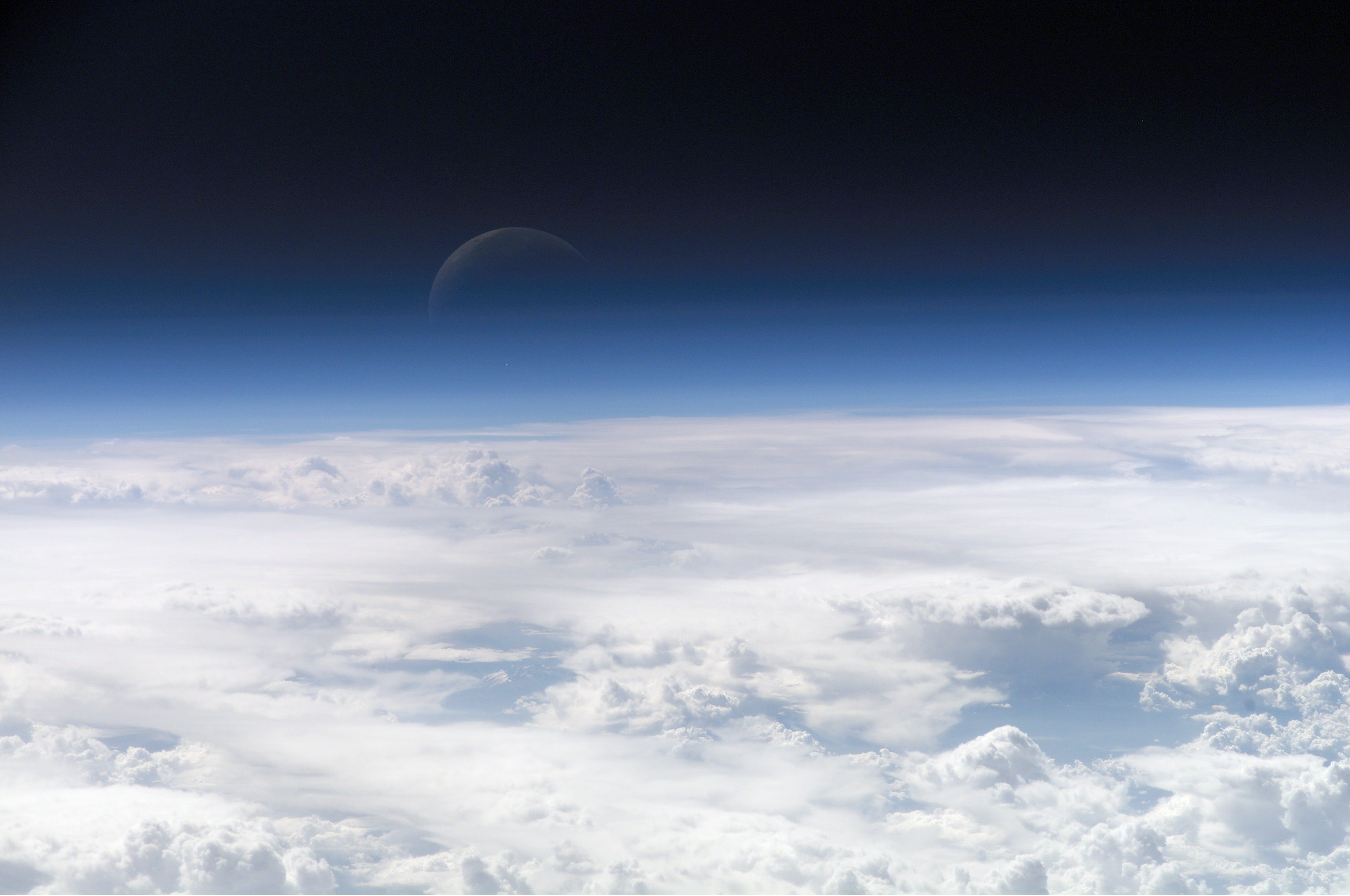
Основные компоненты атмосферы Kepler-442 b могут быть обнаружены с помощью анализа рэлеевского рассеяния, указав, подобна ли планета Земле, и даже есть ли жизнь на планете.